# Cairn Toul
Cairn Toul (gael. Càrn an t-Sabhail) – szczyt w paśmie Cairngorm, w Grampianach Wschodnich. Leży w Szkocji, w Aberdeenshire. Jest to czwarty co do wysokości szczyt w Szkocji. 